# براق جليك
براق مصطفى جليك (21 يوليو 1992 -) عارض أزياء وممثل تركي.

## أعماله

### مسلسلات
- العهد (2017-2019)[3]
- المؤسس عثمان (جوكتوغ ألب) (2019-2021)[4]
- أجمل منك (2022)[5]